# Bernhard Lehner
Bernhard Lehner (Gränichen, 24 aprile 1953) è un montatore, regista e docente svizzero.

## Biografia
Dopo un apprendistato come fotografo nei primi anni '70, ha studiato storia dell'arte all'Università di Zurigo.
Ha cominciato l'attività come cameraman negli anni '80; successivamente ha esordito nel montaggio con il documentario Reisen in Landesinnere (t.l. Viaggi nell'entroterra) diretto da Matthias von Gunten. In seguito ha lavorato su molti telefilm e su pellicole di grande successo in Svizzera, tra cui Komiker (t.l. Il comico, 2000), Heidi (2001), ricordato in Italia soprattutto per Paolo Villaggio nel ruolo del nonno in una delle sue ultime interpretazioni da protagonista, Ernstfall in Havanna (t.l. Emergenza all'Avana, 2002), Marmorera (2007), Beyto (2020).
Lehner ha inoltre realizzato come regista alcuni documentari sulla storia dell'arte.
Dal 2002 è docente di cinematografia presso l'Università delle Arti di Zurigo e dal 2005 al 2017 è stato anche preside presso la stessa università.

## Filmografia come regista
- Die sinkende Arche (t.l. L'arca che affonda), 1986 (in collaborazione con Konrad Wittmer)
- Los àrboles sagrados (t.l. Gli alberi sacri), 1987 (in collaborazione con Mike Wildbolz)
- Daumendrehender Maler (t.l. Il pittore che gira i pollici), 1988 (in collaborazione con Charles Moser)
- Rain in Swing City (t.l. Pioggia a Swing City), 1989 (in collaborazione con Konrad Wittmer)
- Point de Vue (t.l. Punto di vista), 1991 (in collaborazione con Andres Pfäffli)
- Anmerkungen zur Farbe - ein Interview mit Ulrich Bachmann (t.l. Annotazioni sul colore - intervista con U. Bachmann), 2001
- Tempo Girl, regia di Dominik Locher (2013) (solo come produttore)